# مرغک (اردل)
مرغک، روستایی از توابع بخش میانکوه شهرستان اردل در استان چهارمحال و بختیاری است.

## جمعیت
این روستا در دهستان شلیل قرار دارد و براساس سرشماری مرکز آمار ایران در سال ۱۳۸۵، جمعیت آن زیر سه خانوار بوده‌است. یکی از دلایل اصلی کم بودن خانوار های این روستا مهاجرت اکثر ساکنین این روستا به شهرهای مجاور و یا روستاهایی با امکانات بیشتر می باشد. در گذشته این روستا بیشتر با محصولاتی همچون رشته پلویی دست ساز مشهور بوده است.
1. ↑  «روزنامه محلی روستای اردل > مصاحبه با تنها صاحب مغازه فروشگاهی استاد ملک نیا». دریافت‌شده در ۲۰۱۸-۰۴-۰۷.